# Bellevue (Idaho)
Bellevue è una città (city) degli Stati Uniti d'America, situata nella contea di Blaine, nello Stato dell'Idaho.